# Novovoronezj

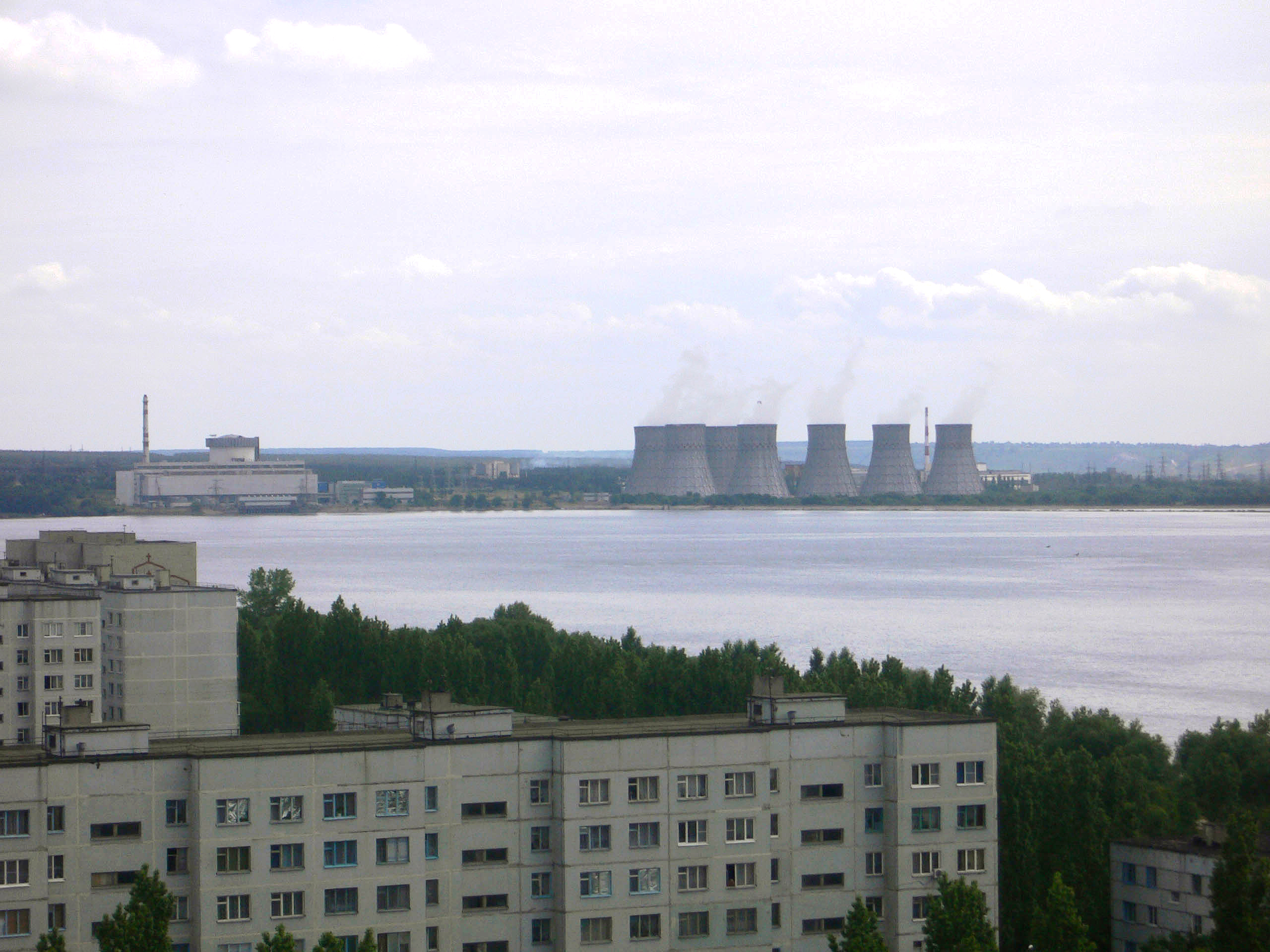
Novovoronezj, med kärnkraftverket i bakgrunden.

Novovoronezj (ryska Нововоро́неж) är en stad i Voronezj oblast i Ryssland. Staden ligger vid floden Don 55 km söder om Voronezj. Den är känd för sitt kärnkraftverk. Folkmängden uppgick till 31 560 invånare i början av 2015.